# 格子定数
格子定数（こうしていすう、こうしじょうすう、lattice constant）とは、結晶軸の長さや軸間角度のこと。単位格子の各稜間の角度 α,β,γ と、各軸の長さ a,b,c を表す6個の定数である。その性質上、格子の形状によっては一部の値のみで表すことが出来る。例えば、立方格子ではa = b = cかつα = β = γ=90°であるため、aの値のみで表すことができ、斜方格子ではα = β = γ=90°であるため、a,b,cのみを指定すればよい。
軸の長さの単位は普通オングストローム（Å）を用い、自明として単位を付けずに数値のみを書く場合が多い。
X線の波長は約1 Åであるため、X線の回折によって格子定数を求めることが可能である。